# Alessandro Chiodini
Alessandro Chiodini (Arezzo, 6 agosto 1958) è un allenatore di calcio ed ex calciatore italiano, di ruolo difensore.

## Carriera

### Giocatore
È stato uno stopper; all'inizio della carriera ha militato in varie squadre di Serie C.
Nella Serie A 1982-1983 venne comprato dal Genoa, con il quale giocò 9 partite in massima serie.
Nel 1983 venne acquistato dal Brescia in Serie C1: da titolare delle Rondinelle in tre anni conquistò prima la Serie B e poi la Serie A, categoria in cui giocò nella stagione 1986-87.
Successivamente giocò ancora nelle categorie minori, dove chiuse la carriera nel 1994.

### Allenatore
Dal settembre 2010 ha allenato la società del Battifolle in 3ª categoria aretina, sodalizio di cui è stato responsabile tecnico del settore giovanile.

## Palmarès

### Giocatore
- Campionato italiano Serie C2: 1

Carrarese: 1981-1982 (girone A)
- Campionato italiano Serie C1: 1

Brescia: 1984-1985 (girone A)